# Linnéplatz (Wien)
Der Linnéplatz liegt im Wiener Gemeindebezirk Döbling. Der Platz liegt im Cottageviertel in der Nähe der Universität für Bodenkultur Wien und des Türkenschanzparks. Benannt wurde der Platz am 7. Juni 1907 nach dem schwedischen Naturforscher Carl von Linné.

## Verkehr
Über den Linnéplatz verlief folgende wichtige Straßenverbindung:
- B222: Die Peter-Jordan-Straße und die Hans-Richter-Straße lagen auf dieser Strecke. Die Straße verband die Wiener Vororte der Bezirke 14. bis 20., wurde jedoch mit 1994 aus dem Bundesstraßengesetz gestrichen. Dennoch stellt sie auch heute eine wichtige Verbindung im Westen Wiens da.

Am Platz befinden sich Haltestellen der Autobuslinien 37A und 40A. Die Linie 10A fährt am Platz vorbei, allerdings hat diese Linie eine Haltestelle in 5 Gehminuten Entfernung. Entlang der Peter-Jordan-Straße verläuft eine Fahrradroute, die in etwa der ehemaligen B222 folgt und den Donaukanal mit diesen Bezirken verbinden soll.

## Gebäudenummerierung und Platzgestaltung
Die Nummerierung startet im Norden und verläuft im Uhrzeigersinn von der Nummer 1 bis 8. Im Westen verläuft die Gregor-Mendel-Straße am Platz entlang, wodurch das denkmalgeschützte Gregor Mendel-Haus der BOKU die Nummer 33 der gleichnamigen Straße trägt.
Zwischen den Straßen befindet sich der Linnépark. Am Platz befinden sich das Denkmal des Forstinspektors Joseph Wessely und die Büste des Oberlandforstmeisters Robert Micklitz, die beide denkmalgeschützt sind.

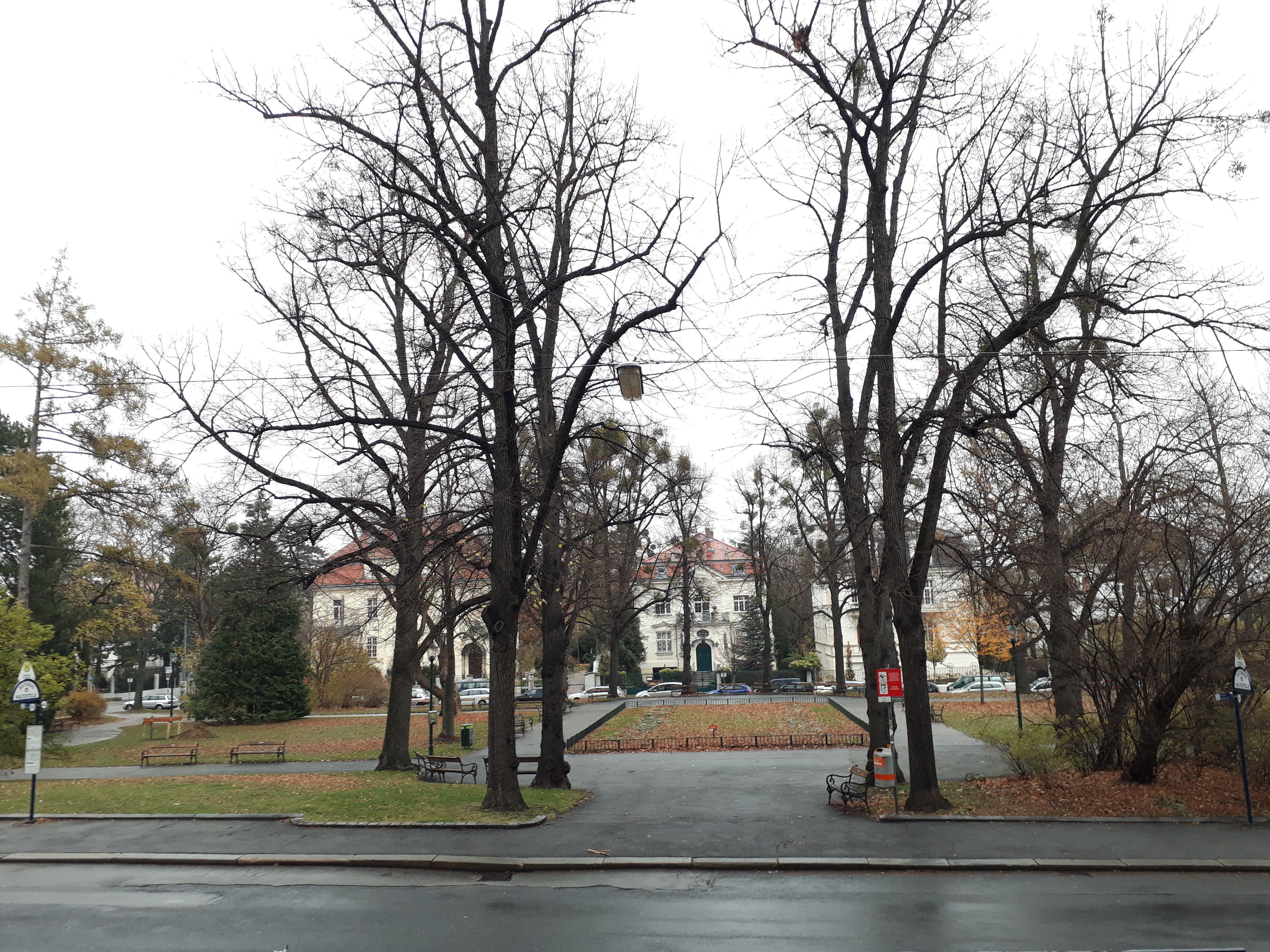
Platz vom Mendel-Haus aus
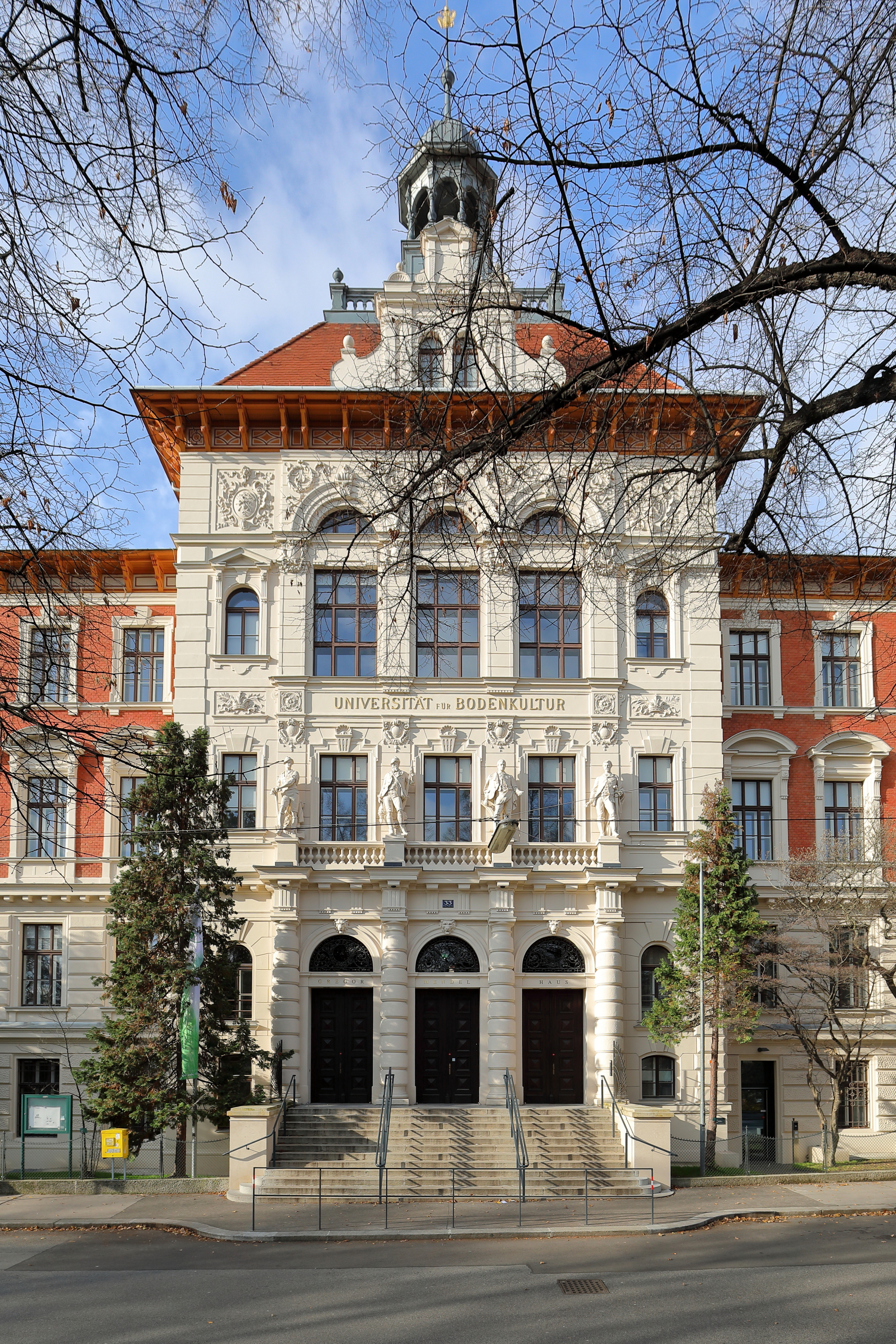
Das Gregor-Mendel-Haus 2016
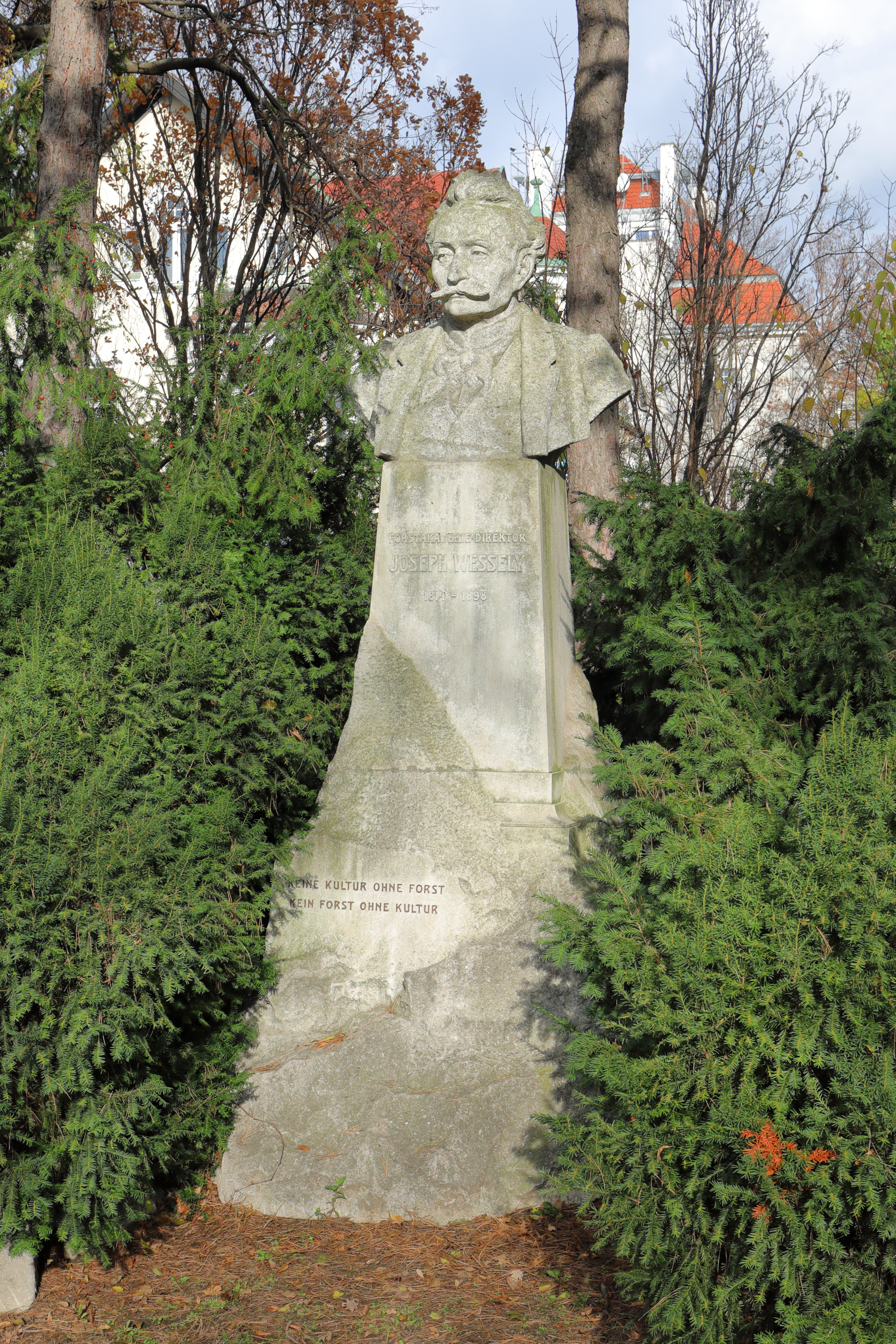
Joseph-Wessely-Denkmal
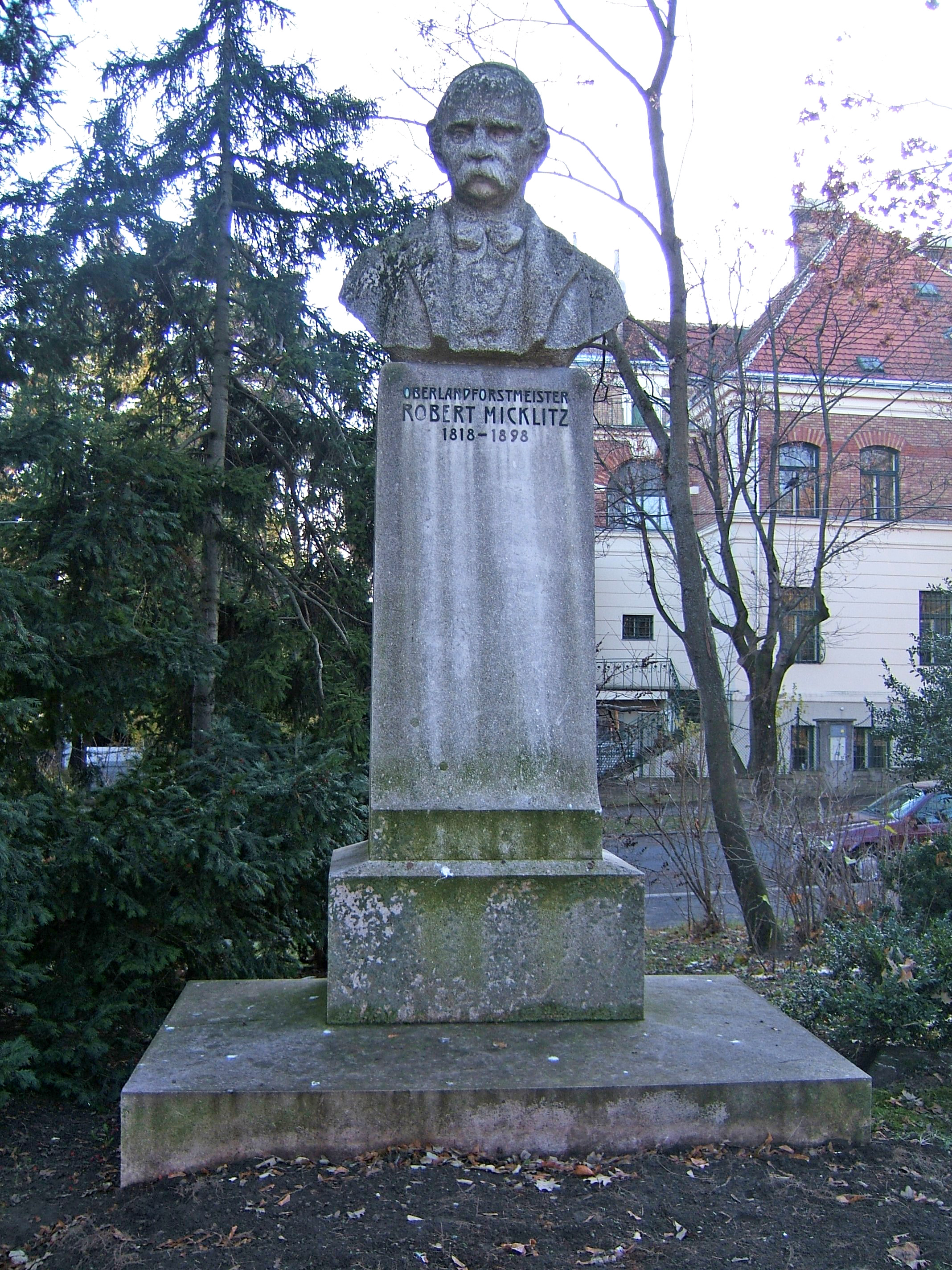
Robert-Micklitz-Denkmal